# Elof Tegnér

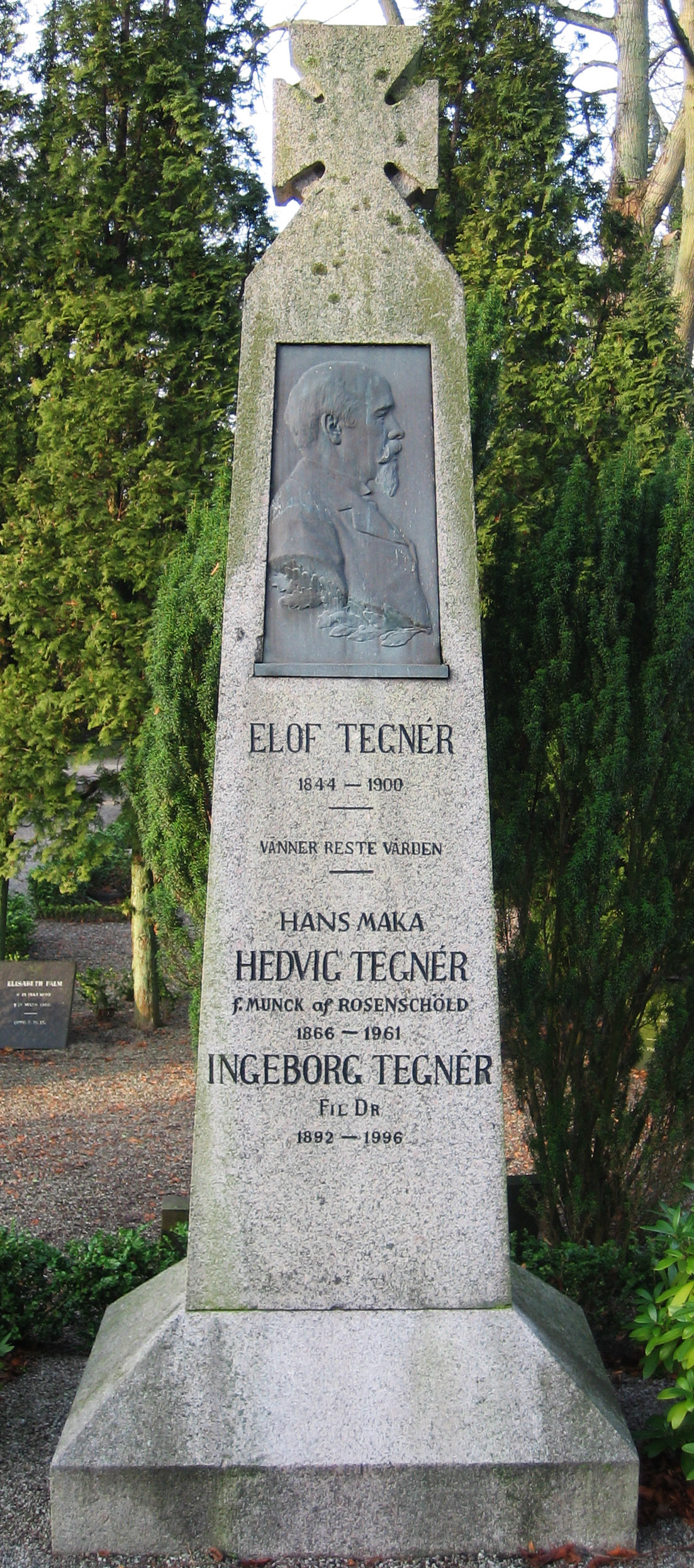
Elof Tegnérs gravvård på Norra kyrkogården i Lund.

Elof Kristofer Tegnér, född den 30 juni 1844 i Källstorps socken i Skåne, död den 26 februari 1900, var en svensk historiker och biblioteksman, sonson till Esaias Tegnér den äldre, bror till Esaias Tegnér den yngre.
Efter studenten i Lund 1860 utnämndes Tegnér till filosofie doktor 1865. Samma år anställdes han som extra ordinarie amanuens vid Lunds universitetsbibliotek och 1867 fick han tjänst vid universitetets historiska museum. År 1870 blev han extra ordinarie amanuens vid Kungliga biblioteket i Stockholm. Denna tjänst hade han fram till 1877, då han utsågs till ordinarie amanuens, dock med några kortare avbrott, nämligen 1871–1873, då han dels var amanuens vid Lunds universitets konsistorium, samtidigt som han skulle ordna Linköpings stiftsbibliotek. 
Då Kungliga biblioteket skulle flytta till sina nuvarande lokaler vid Humlegården 1877 fick Tegnér ansvaret för flytten av samlingarna då han ansågs ha de rätta kvalifikationerna bland annat efter en resa han gjort 1868–1869 till Tyskland, Italien, Spanien och Frankrike för att studera bibliotek och museer där.  1883 utnämndes Tegnér till bibliotekarie vid Lunds universitet, en tjänst han hade fram till sin död 1900. Han invaldes 1899 som ledamot nummer 689 av Kungliga Vetenskapsakademien.
Tegnér var gift med Hedvig Tegnér, född Munck af Rosenschöld (1866–1961). Tegnérs gravvård återfinns på Norra kyrkogården i Lund.
Elof Tegnérs födelsedag, den 30 juni, bär sedan 1901 namnet Elof till hans minne – en vänlig gest av storebror Esaias, som var med och skapade almanackans nya namnlängd.